# Chu-čou
Chu-čou (čínsky pchin-jinem Húzhōu, znaky 湖州) je městská prefektura v Čínská lidová republika, kde patří k provincii Če-ťiang. Celá prefektura má rozlohu 5 827 kilometrů čtverečních a roku 2020 v ní žilo přes 3,3 milionu obyvatel.

## Poloha
Chu-čou je nejsevernější prefekturou provincie Če-ťiang. Leží na jižním okraji jezera Tchaj-chu a hraničí na východě s Ťia-singem, na jihu s Chang-čou, na západě s provincií An-chuej a na severu s provincií Ťiang-su.

## Dějiny
- 248 př. n. l., za království Čchu, byl založen okres Ku-čcheng
- 222 př. n. l., za dynastie Čchin, byl založen okres Wu-čcheng
- 266, království Wu založilo kraj Wu-sing, do kterého patřilo také území dnešní prefektury Chang-čou
- 602, za dynastie Suej, se jméno Wu-sing změnilo na Chu-čou
- během dynastie Tchang se Chu-čou skládalo z 5 okresů: Wu-čchengu, Wu-kchangu, Čchang-singu, An-ťi a Te-čchingu
- na začátku vlády dynastie Sung se od Wu-čchengu oddělil okres Kuej-an
- během dynastie Čching přibyl okres Siao-feng

## Administrativní členění
Městská prefektura Chu-čou se člení na pět celků okresní úrovně, a sice dva městské obvody a tři okresy.
| Wu-sing Nan-sün okres · Te-čching okres · Čchang-sing okres · An-ťi |        |                       |                    |                                  |
| Název                                                               | Název  | Počet obyvatel (2020) | Rozloha km² (2020) | Hustota zalidnění (obyv. na km²) |
| český přepis                                                        | znaky  | Počet obyvatel (2020) | Rozloha km² (2020) | Hustota zalidnění (obyv. na km²) |
| Městský obvod                                                       |        |                       |                    |                                  |
| Wu-sing                                                             | 吴兴区 | 1 015 937             | 861                | 1 180                            |
| Nan-sün                                                             | 南浔区 | 542 889               | 703                | 772                              |
| Okresy                                                              |        |                       |                    |                                  |
| Te-čching                                                           | 德清县 | 548 568               | 938                | 585                              |
| Čchang-sing                                                         | 长兴县 | 673 776               | 1 436              | 469                              |
| An-ťi                                                               | 安吉县 | 586 409               | 1 889              | 310                              |
|                                                                     |        |                       |                    |                                  |
| Celkem                                                              | Celkem | 3 367 579             | 5 827              | 578                              |

## Partnerská města
- Ararat, Austrálie (28. srpen 2008)
- Columbus, Indiana, USA (20. září 2011)
- Čchongdžu, Jižní Korea (květen 2008)
- Leganés, Španělsko (21. srpen 2009)
- Meknes, Maroko (20. září 2011)
- Montargis, Francie (26. únor 2006)
- Nazaret Ilit, Izrael (26. července 2012)
- Radom, Polsko (23. září 2012)
- Šimada, Japonsko (30. květen 1987)
- Yeongnam County, Jižní Korea (10. říjen 2003)